# Comuna de Tyszowce
Tyszowce (polaco: Gmina Tyszowce) é uma gminy (comuna) na Polónia, na voivodia de Lublin e no condado de Tomaszowski (lubelski). A sede do condado é a cidade de Tyszowce.
De acordo com os censos de 2004, a comuna tem 6438 habitantes, com uma densidade 49,7 hab/km².

## Área
Estende-se por uma área de 129,48 km², incluindo:
- área agricola: 81%
- área florestal: 11%

## Demografia
Dados de 30 de Junho 2004:
|                      | Total   | Total | Mulheres | Mulheres | Homens  | Homens |
| -------------------- | ------- | ----- | -------- | -------- | ------- | ------ |
|                      | pessoas | %     | pessoas  | %        | pessoas | %      |
| População            | 6438    | 100   | 3274     | 50,9     | 3164    | 49,1   |
| Densidade (pop./km²) | 49,7    | 100   | 25,3     | 25,3     | 24,4    | 24,4   |

De acordo com dados de 2002, o rendimento médio per capita ascendia a 1095,94 zł.

## Subdivisões
- Czartowiec, Czartowiec-Kolonia, Czartowczyk, Czermno, Dębina, Kazimierówka, Klątwy, Lipowiec, Marysin, Mikulin, Niedźwiedzia Góra, Perespa, Podbór, Przewale, Rudka, Soból, Wakijów, Wojciechówka, Zamłynie.

## Comunas vizinhas
- Komarów-Osada, Łaszczów, Miączyn, Mircze, Rachanie, Werbkowice